# ژیمناستیک آکروباتیک
ژیمناستیک آکروباتیک (به فرانسوی: Gymnastique acrobatique) رشته‌ای از ورزش ژیمناستیک است.

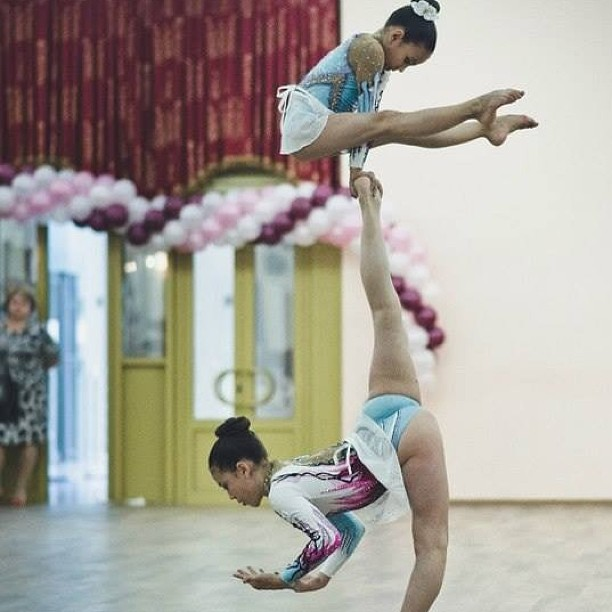
دو نفره زنان

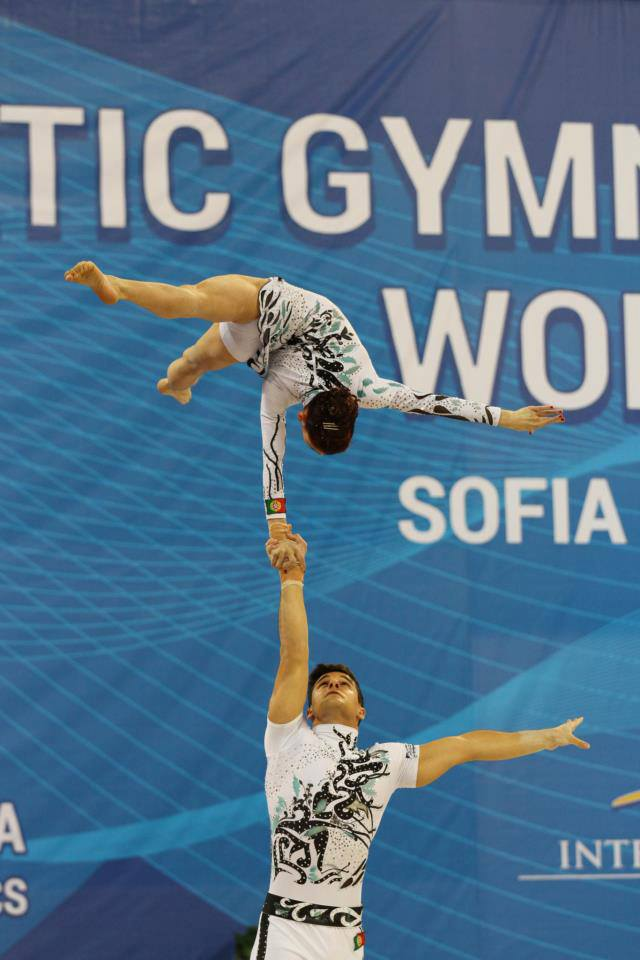
مختلط

این رشته ورزشی براساس انجام حرکت‌های آکروباتیک با دقت و تمرکز بالا است که گاهی با موسیقی همراه است، مسابقات ژیمناستیک آکروباتیک توسط فدراسیون جهانی ژیمناستیک در چهار دسته سنی ۱۱–۱۶، ۱۲–۱۸، ۱۳–۱۹ و ۱۵+ سال برگزار می‌شود.

## مسابقات
مسابقات این ورزش در ۴ نوع رقابت برگزار می‌شود:
- دونفره مرد
- دونفره زن
- مختلط (مرد در پایین، زن در بالا)
- گروهی مردان (چهار نفر)
- گروهی زنان (سه نفر)